# Капп Еуген Артурович
Еуген Артурович Капп (26 травня 1908, Астрахань, Російська Федерація — 29 жовтня 1996, Таллінн, Естонія) — радянський естонський діяч, композитор, голова правління Спілки композиторів Естонської РСР, ректор Таллінської державної консерваторії, професор, народний артист СРСР (1956). Депутат Верховної Ради СРСР 4—5-го скликань. Герой Соціалістичної Праці (26.05.1978).

## Життєпис
Народився в родині естонського композитора, директора Астраханського музичного училища Артура Каппа. У дитинстві навчався грі на фортепіано у А. Веприцької в Астраханському музичному училищі (нині Астраханський музичний коледж імені Мусоргського), робив спроби складати музику.
У 1920 році родина переїхала до Таллінна. У 1922—1926 роках навчався в Талліннській консерваторії (нині Естонська академія музики та театру) у Пеетера Рамуля та Теодора Лемби за класом фортепіано, а у 1926—1931 роках — у свого батька, Артура Каппа, за класом композиції. Як дипломну роботу при закінченні консерваторії Еуген Капп представив симфонічну поему «Месник» (1931) і Фортепіанне тріо.
З 1929 по 1935 рік давав приватні уроки музики. З 1935 року — асистент з класу теорії музики Талліннської консерваторії. На початку 1930-х років працював у Товаристві робітничої музики в Таллінні, з 1938 року — член правління.
Навесні 1941 року Еуген Капп отримав завдання створити перший радянський естонський балет за мотивами національного епосу «Калевіпоег». До початку літа 1941 року клавір балету був написаний, і композитор приступив до його оркестрування, але війна, що раптово почалася, перервала роботу.
Під час німецько-радянської війни перебував в евакуації, організовував у місті Ярославлі естонські мистецькі ансамблі. У 1945 році завершив свою першу оперу «Вогні помсти». Повернувшись до Таллінна, знайшов клавір свого балету «Калевіпоег», який залишався в місті, та продовжив перервану роботу. Прем'єра балету відбулася 1948 року в театрі «Естонія». «Калевіпоег» став улюбленою виставою естонських глядачів.
З 1944 року — викладач, з 1947 року — професор Талліннської державної консерваторії. Серед учнів Еугена Каппа були видні естонські композитори, зокрема Е. Тамберг, X. Карева, X. Леммік, Р. Подельський, У. Ліпанд.
У 1944—1966 роках — голова правління Спілки композиторів Естонської РСР. Член правління Спілки композиторів СРСР із 1948 року.
Член ВКП(б) з 1947 року.
У 1952—1965 роках — директор (ректор) Талліннської державної консерваторії.
Інтенсивно працював у галузі камерно-інструментальної та хорової музики. Твори Каппа регулярно входили до програм традиційних республіканських свят пісні. До 10-річчя Радянської Естонії Капп написав оперу «Співач свободи», присвячену пам'яті естонського поета Ю. Сютісте. У 1975 році на сцені театру Ванемуйне було поставлено оперу «Рембрандт». Особливу сторінку у творчості Каппа складають твори для дітей — опери «Зимова казка» (1958), «Незвичайне диво» (1984), «Найнеймовірніше», балет «Золотопряхи» (1956), оперета «Ассоль» (1966), мюзикл «Волошкове диво» (1982), а також багато інструментальних творів. Серед творів останніх років — «Привітальна увертюра» (1983), кантата «Перемога» (1983), Концерт для віолончелі та камерного оркестру (1986) та ін.
Указом Президії Верховної ради СРСР від 26 травня 1978 року за видатні заслуги у розвитку радянського музичного мистецтва та зв'язку з 70-річчям композитору Каппу Еугену Артуровичу присвоєно звання Героя Соціалістичної Праці з врученням ордена Леніна та золотої медалі «Серп і молот».
За роки творчої роботи Еуген Капп написав 6 опер, 2 балети, оперету, 23 твори для симфонічного оркестру, 7 кантат та ораторій, близько 300 пісень.
Помер 29 жовтня 1996 року. Похований на Лісовому цвинтарі Таллінна.

## Нагороди
- Герой Соціалістичної Праці (26.05.1978)
- два ордени Леніна (20.07.1950, 26.05.1978)
- чотири ордени Трудового Червоного Прапора (18.06.1946, 1.10.1965, 30.05.1968, 1983)
- орден Дружби народів (25.05.1988)
- медаль «За перемогу над Німеччиною у Великій Вітчизняній війні 1941—1945 рр.»
- медалі
- Сталінська премія другого ступеня (1946) — за оперу «Вогні помсти» (1945)
- Сталінська премія другого ступеня (1949) — за балет «Калевіпоег» (1948)
- Сталінська премія другого ступеня (1952) — за оперу «Співач свободи» (1950)
- Державна премія Естонської РСР (1948, 1950, 1977)
- Премія Національного фонду культури Естонії (1993) — за життєві заслуги.
- Заслужений діяч мистецтв Естонської РСР (1942)
- Народний артист Естонської РСР (1950)
- Народний артист СРСР (1956)